# Tramwaje w Pau
Tramwaje w Pau − zlikwiodwany system komunikacji tramwajowej we francuskim mieście Pau, działający w latach 1900−1932.

## Historia
Tramwaje w Pau uruchomiono we wrześniu 1900. Sieć od początku składała się z 3 linii o długości 7 km i rozstawie szyn 1000 mm:
- Croix du Prince - Boulevard Guillemin
- La Halle - Route de Bordeaux
- La Halle - Gare du Midi

W Pau znajdował się jeden z najbardziej stromych odcinków o nachyleniu 7,1%. Do obsługi sieci posiadano 14 wagonów silnikowych i 6 doczepnych. Tramwaje zostały zastąpione przez autobusy w 1932 r..